# Jaf
Jaf – rasa koni domowych pochodzących z Persji. 

## Budowa
Konie tej rasy są szlachetne, o prostym profilu głowy, ściętym zadzie i bardzo twardych kopytach. Są bardzo wytrzymałe i przydatne jako konie sportowe. 
Umaszczenie siwe, kasztanowate i gniade. Wysokość w kłębie ok. 155 cm.